# William Phillips (econoom)

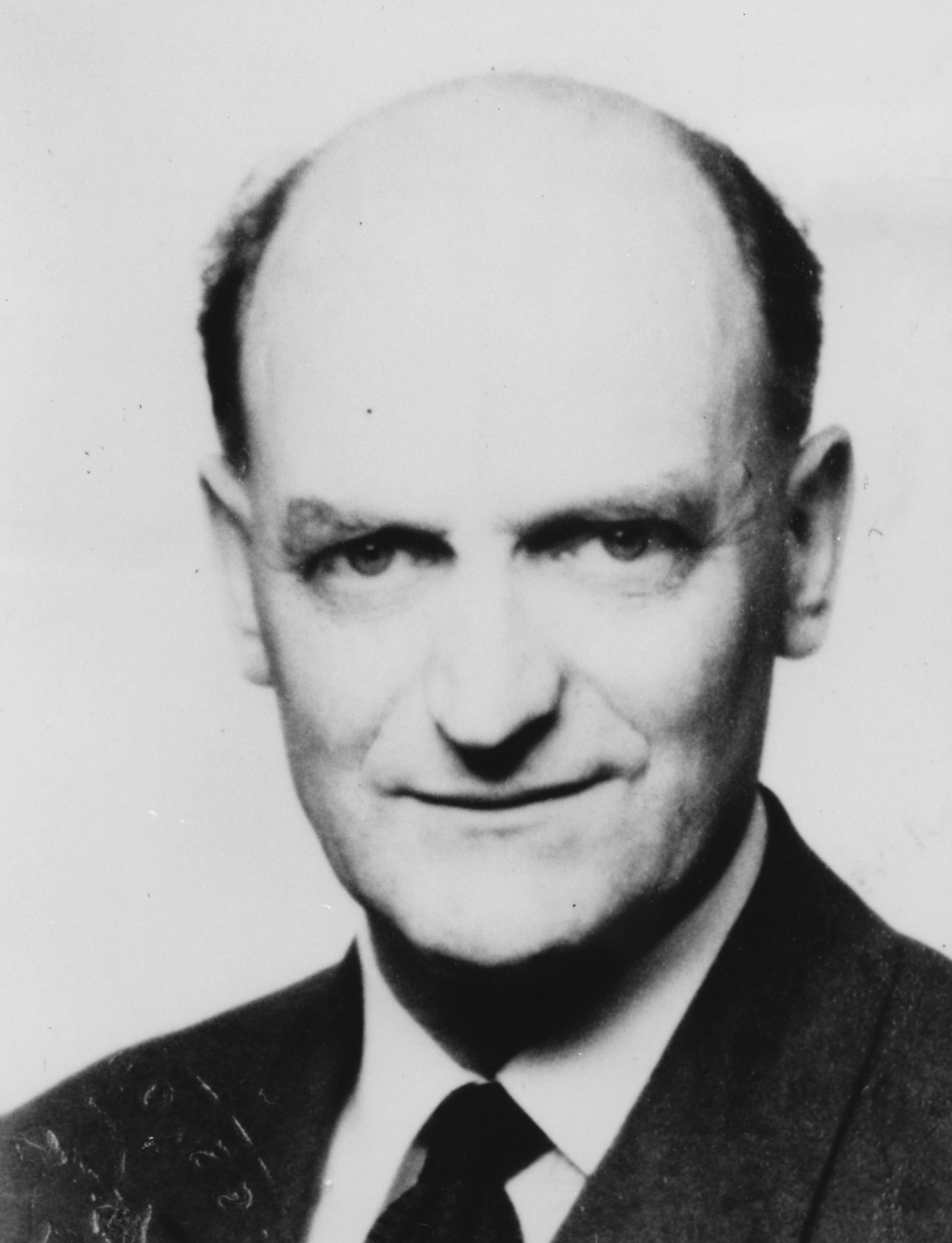
William Phillips

Alban William Housego "A. W." "Bill" Phillips, MBE (18 november 1914 - Auckland, 4 maart 1975) was een invloedrijk Nieuw-Zeelands econoom, die het grootste deel van zijn academische loopbaan aan de London School of Economics (LSE) doorbracht. Zijn bekendste bijdrage aan de economie is de phillipscurve, die hij voor het eerst in 1958 beschreef. Ook ontwierp en bouwde hij in 1949 de MONIAC hydraulische economiecomputer.

## Voetnoten
1. ↑  Nicholas Barr, "(en) Phillips, Alban William Housego (1914–1975)" (abonnement vereist), Oxford Dictionary of National Biography, Oxford University Press, 2004. Accessed 4 July 2008.

- Bibsys: 90411227
- Biblioteca Nacional de España: XX1188761
- Bibliothèque nationale de France: cb14476846t (data)
- Gemeinsame Normdatei: 118791958
- International Standard Name Identifier: 0000 0001 4047 2158
- Library of Congress Control Number: no97040178
- Nationale Bibliotheek van Letland: 000028626
- Mathematics Genealogy Project: 219391
- Nationale Bibliotheek van Tsjechië: vse2012679307
- Nationale Bibliotheek van Israël: 987007439356105171
- Nederlandse Thesaurus van Auteursnamen: 070946256
- SNAC: w6k2288f
- Système universitaire de documentation: 085883891
- Virtual International Authority File: 193761900
- WorldCat: E39PBJfGWMXMCcqBvyXpdMPxXd